# Gurutze Beitia Basterretxea
Gurutze Beitia Basterretxea (Bilbao, 15 de maig de 1965) és una presentadora de televisió, actriu i humorista basca.

## Biografia
Llicenciada en Ciències Socials i de la Comunicació per la Universitat del País Basc, Beitia va començar la seva carrera en la interpretació després de formar-se a l'escola de cinema Juan de Antxieta de Bilbao. Actriu de marcada vis còmica, va iniciar els seus treballs com a intèrpret en programes d'humor d'Euskal Telebista i amb monòlegs humorístics, pels quals va aconseguir gran popularitat al País Basc. Igualment, té una àmplia experiència en teatre. Des de 2019 és reconeguda a nivell estatal pel seu paper d'Arantxa en la telenovel·la Acàcies 38 de TVE.

## Televisió
- Col·laboradora en magazins d'ETB com “Aspaldiko” (amb Antxon Urrusolo i Arantza Sinobas), “Lo que faltaba” (amb Yolanda Alzola i Txetxu Ugalde), "Pásalo" (amb Iñaki López i Adela González), "La Gran Evasión" o "Algo Pasa con López" (amb Carlos Sobera i Iñaki López).
- Monologuista al programa d'Antena 3 “Hazme reír” (2003).
- Presentadora, guionista, i actriu del programa d'ETB “Más Humor” (2002-2004).
- Presentadora del programa “Pika-Pika” d'ETB (2005-2006).
- “La Família Mata” (2008).
- “El gordo” (2009).
- Acacias, 38, (2019 -2020)

## Cinema
- "Igelak” (2015)
- “Alaba Zintzoa” (2013)
- “Zigortzaileak” d'Alfonso Arandia i Arantza Ibarra (2009)
- “Sukalde Kontuak” (2008)

## Teatre
- "24 horas mintiendo"[3]
- “Lady be good”
- “El duo de la africana”
- “De cuerpo presente”
- “La última oportunitat”[4]
- “Bilbao, Bilbao el musical”
- “Emma”
- “Los persas”
- "Todos nacemos vascos”[5]
- “Cocidito madrileño”